# Логейон
Логейон (грец. λογειον — місце, де говорять) — в давньогрецькому театрі класичної доби (4–3 століття до н. е.) довгастий майданчик, перекриття проскенію. В епоху еллінізму і Римської імперії логейон став основним місцем гри акторів, тоді як хор, як і раніше, залишався на орхестрі.
Логейон знаходився на рівні 2 поверху скени і спирався на колони. Актори потрапляли туди безпосередньо з 2 поверху або по зовнішніх сходах. Глибина логейона звичайно становила — 2,5–3,5 м при такій же приблизно висоті. За необхідності болаштовувалася вишка, звідки могли говорити боги, — теологейон.
| Театр | Це незавершена стаття про театр. Ви можете допомогти проєкту, виправивши або дописавши її. |